# Xaverine Karomba Mitimituje
 (mars 2011).
Si vous disposez d'ouvrages ou d'articles de référence ou si vous connaissez des sites web de qualité traitant du thème abordé ici, merci de compléter l'article en donnant les références utiles à sa vérifiabilité et en les liant à la section « Notes et références ».
Xaverine Karomba Mitimituje née vers 1957, est vice-ministre du Commerce dans le gouvernement Muzito II en république démocratique du Congo depuis le 20 février 2010. 